# Бозек
Бозек — бакши в Казанском ханстве в начале XVI века, выполнял ответственные дипломатические поручения.
В начале 1507 принял участие в переговорах об окончании Казанско-русской войны 1505—1507 гг.. Вслед за посольством Абдуллы был послан Мухаммед-Эмином в Москву, посольство бакши Бозека заявило о согласии освободить русских пленных и посла Михаила Кляпика по заключении мира. Русское правительство немедленно подписало мирный договор на условиях восстановления прежних договоров.
В 1516 году входил в состав отправленного в Москву посольства, возглавляемого сеидом Шах-Хуссейном. Посольство было направлено для согласования кандидатуры наследника казанского хана Мухаммед-Эмина. Необходимость в этом возникла в связи с серьёзной болезнью хана. В качестве наследника предлагался брат Магомет-Эмина Абдул-Латиф, посольство просило об освобождении Абдул-Латифа из-под ареста и о признании его наследником казанского престола. В ноябре 1516 г. Абдул-Латиф был освобожден, но его не отпустили в Казань, а дали в управление город Кашира.
После смерти Мухаммед-Эмина Бозек вновь принимал участие в переговорах с Москвой о престолонаследии. Когда казанцы приняли предложенную Москвой кандидатуру Шах-Али, в феврале 1519 года в Москву было отправлено новое посольство для извещения об этом великого князя и для заключения договоров. В состав этого посольства входили Абу-Бази, карачи князь Булат Ширин, земский князь Шах-Юсуф и бакши Бозек.